# 信念 (喬治·麥可歌曲)
《信念》（英語：Faith）是英國男歌手喬治·麥可（George Michael）在1987年10月推出的單曲，這首單曲在美國告示牌單曲榜獲得四週冠軍，更一舉成為1988年告示牌「最佳年度單曲」。〈信念〉在英國單曲榜最高成績為第2名。

## 內容

### 歌曲簡介
〈信念〉收錄於喬治·麥可首張個人專輯《信念》（英語：Faith），也是從該專輯中推出的第二首單曲。〈信念〉由喬治·麥可一人完成詞曲創作以及所有製作，這首帶著輕快放克曲風的情歌，敘述對於夢中情人的朝思暮想心情。在這首歌曲的音樂影片中，只見喬治·麥可從頭到尾一個人帥氣抱著吉他，戴著墨鏡隨著音樂搖擺身軀，極盡的賣弄性感。

### 商業成績
〈信念〉是從專輯《信念》中推出的第二首單曲，上一首單曲〈我要與妳歡愛〉挾帶著電影《比佛利山超級警探續集》的威力，成功的在告示牌單曲榜拿下第2名的佳績。〈信念〉在1987年10月12日推出單曲，10月24日首週進入單曲榜位居第54名，12月12日登上榜首並蟬連了四週，全美單曲銷售突破50萬張成為金唱片，在長篇錄影帶（Video Longform）部分則超過100萬張。〈信念〉在榜內共停留了20週，成為1988年全美告示牌「最佳年度單曲」。〈信念〉在英國單曲榜則獲得第2名。

### 獎項紀錄評價
〈信念〉是喬治·麥可在美國告示牌第二度拿到「最佳年度單曲」，不過1985年的〈Careless Whisper〉被告示牌認定是轟！合唱團（英語：Wham!）所屬，而非喬治·麥可個人單曲。〈信念〉在告示牌單曲榜拿下四週冠軍，也為他這張同名專輯締造連續四首全美冠軍單曲拉開序幕。